# Torre Mirona (Salt)
Torre Mirona és una masia de Salt (Gironès) protegida com a bé cultural d'interès local.

## Descripció
És un edifici rural del que cal destacar com a element més remarcable la torre de defensa. Actualment el conjunt està molt malmès i presenta diverses ampliacions que el degraden. Les parets són de maçoneria amb cadenes de carreus a les cantonades i emmarcant algunes obertures. La coberta és de teula àrab a diversos vessants.
La torre de defensa, situada a l'angle sud-oest de la masia, és de planta quadrada i coberta de teula a dues vessants, de dos pisos i sotacoberta, aproximadament de 4,5 metres de costat. És d'obra de maçoneria amb cadenat de carreus als angles. No disposa d'elements defensius visibles, tot i que alguns dels petits forats que presenta podrien haver actuat com a espitlleres. Presenta dues finestres a la cara oest, al primer i segon pis, de llinda plana.

## Història
Els orígens coneguts de la Torre Mirona es remunten a l'antic mas conegut com el Mas Nou, localitzat ja en un document de l'any 1406, propietat de Bernat de Sitjar. L'edificació de la torre, amb la probable reconstrucció del l'antic mas, és probablement coetània de l'arribada dels Miró a Salt a mitjan segle xv, que n'esdevenen propietaris i origen del topònim. Al segle xvii passà a mans de la família Font i a finals del segle xviii de la família Camps.